# Cantó de Vals

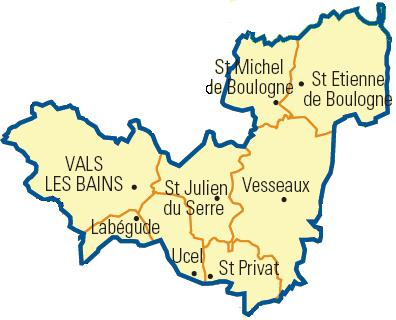
Comunes del cantó

El cantó de Vals és un cantó francès del departament de l'Ardecha, situat al districte de L'Argentièira. Té 8 municipis i el cap és Vals.

## Municipis
- Labeguda
- Sant Estève de Bolonha
- Saint-Julien-du-Serre
- Saint-Michel-de-Boulogne
- Sant Privat
- Usèr
- Vals
- Vessau

## Història
| Data d'elecció                           | Identitat         | Partit           | Qualitat |
| ---------------------------------------- | ----------------- | ---------------- | -------- |
| 1976-1994                                | Jacky Pontal      | PS               |          |
| 1994-2001                                | Jean-Claude Flory | RPR, després UMP |          |
| 2001-                                    | Bernard Perrier   | Divers droite    |          |
| les dades anteriors no són pas conegudes |                   |                  |          |
|                                          |                   |                  |          |

| 1962  | 1968  | 1975  | 1982   | 1990   | 1999   | 2007   |
| ----- | ----- | ----- | ------ | ------ | ------ | ------ |
| 8.679 | 9.445 | 9.731 | 10.118 | 10.188 | 10.469 | 11.423 |